# Drapeau et armoiries du canton de Berne
Le drapeau et les armoiries bernoises sont des emblèmes officiels du canton de Berne ainsi que de la ville de Berne.

## Histoire et signification
La ville de Berne fut parachevée en 1191 par Berthold V de Zähringen. Le Duc l'aurait nommée d'après le nom de l'ours (Bär en allemand) qu'il avait tué dans les forêts proches alentour. Les armoiries sont donc des « armes parlantes ». 
Le premier sceau archivé de la ville de Berne date de 1224. On y trouvait un ours gravissant sur fond blanc. Lors d'une bataille contre Rodolphe Ier de Habsbourg en 1289 (Bataille de la Scholsshalde), les Bernois furent pris en embuscade et y laissèrent un bout de leur bannière, bout arraché par l'ennemi. Afin de « laver la honte », une modification de la bannière rajouta le rouge. Les historiens Aegidius Tschudi et Johannes Stumpf avancèrent que le rouge aurait représenté le sang pour sauver la bannière. Le jaune aurait, de façon romantique, remplacé le blanc afin de témoigner de l'honneur et du prestige de la ville en lavant l'affront ainsi que pour ne pas avoir concédé la bannière à l'ennemi. Mais le vexillologue Louis Mühlemann rappelle dans son livre que la modification du blanc au jaune « constitue un fait extrêmement insolite dans l'histoire ». Il ajoute également que le jaune et le rouge étaient les couleurs des Zähringen et qu'un retour à ces couleurs serait plus plausible.

### Liens historiques avec d'autres drapeaux
Les similarités entre le drapeau du canton de Berne et celui de la Californie peuvent également être relevées. John Sutter, Sous-lieutenant dans la milice bernoise quitta Berthoud dans l'Emmental pour rejoindre les États-Unis en 1834 puis la côte pacifique en 1839. Il y fonda le Fort Sutter et y découvrit de l'or (Ruée vers l'or en Californie). Son fils, John August Sutter, le rejoignit en 1848 afin d'aider son père à administrer la colonie suisse de la Nouvelle-Helvétie qui devint la ville de Sacramento en 1849. 

Bear Flag californien (1846)

 Le fort arborait un tricolore vert-blanc-rouge identique au drapeau mexicain avec en son centre l'étoile rouge de la Californie. Le drapeau du canton de Berne y était également hissé. Lors de la première République de Californie, en 1846, William B. Ide, ayant vécu au Fort Sutter depuis 1845, utilisa un Bear Flag représentant un ours noir passant aux griffes et langue rouges, sur fond rouge et blanc en direction de l'étoile rouge du drapeau du Fort Sutter. Ainsi, le drapeau du Bear Flag reprend des éléments des deux drapeaux hissés à Fort Sutter, à savoir le drapeau bernois et le drapeau de la Nouvelle-Helvétie.

## Descriptions

### Description vexillologique
La description vexillologique du drapeau bernois est « Rouge à la bande jaune chargée d'un ours gravissant noir défendu et lampassé de rouge. ».

### Description héraldique
La description héraldique des armoiries du canton de Berne est « De gueules à la bande d'or chargée d'un ours passant de sable armé, lampassé et vilené de gueules ».
Les armoiries cantonales et de la ville de Berne sont similaires en ce qui concerne l'écu. Toutefois, les armoiries cantonales sont surmontées d'une couronne symbolisant le rattachement au Saint-Empire romain germanique alors que les armoiries de la ville sont coiffées de quatre créneaux d'un mur d'enceinte (couronne murale).

## Autre représentation vexillologique et héraldique
Le drapeau est également décliné sous forme d'oriflamme, soit en queue de pie, soit en base plate. L'oriflamme des cantons reprenant le drapeau cantonal dans sa partie supérieure et les couleurs cantonales dans la partie inférieure est appelée un drapeau «complet». 
Le drapeau Ancien de Berne ou « vieux drapeau bernois » (drapeau militaire) est également hissé à travers le canton et notamment en ville de Berne et dans le Mittelland.
En outre, les armoiries cantonales ont été adoptées dans leur forme actuelle en 1974. Ces armoiries sont portées par plusieurs services publics cantonaux et institutions, notamment par la police cantonale bernoise. L'État bernois utilise, pour sa communication officielle, ces mêmes armoiries sous forme de logo uniquement noir et blanc et souligné par une bande, soit noire, soit rouge. Ainsi, seuls le rouge et le noir sont utilisés puisque ce sont les couleurs cantonales, excluant volontairement le jaune puisque « l’or ne compte pas parmi les couleurs héraldiques bernoises et n’est pas donc utilisé dans le logo. »

Drapeau complet bernois.
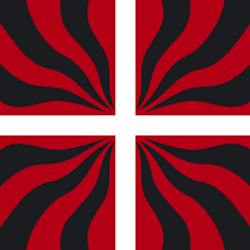
Vieux drapeau bernois.
Armoiries portées depuis 1974.
Logo utilisé pour la communication officielle cantonale.
Drapeau de la villa américaine New Bern.

## Utilisation et mention
Le drapeau et les armoiries sont identiques. L’ours marche vers le haut en direction de la hampe. Il ne doit jamais se trouver sur le dos.

Les armoiries se retrouvent sur les plaques d'immatriculation arrières de véhicules enregistrés dans le canton de Berne.

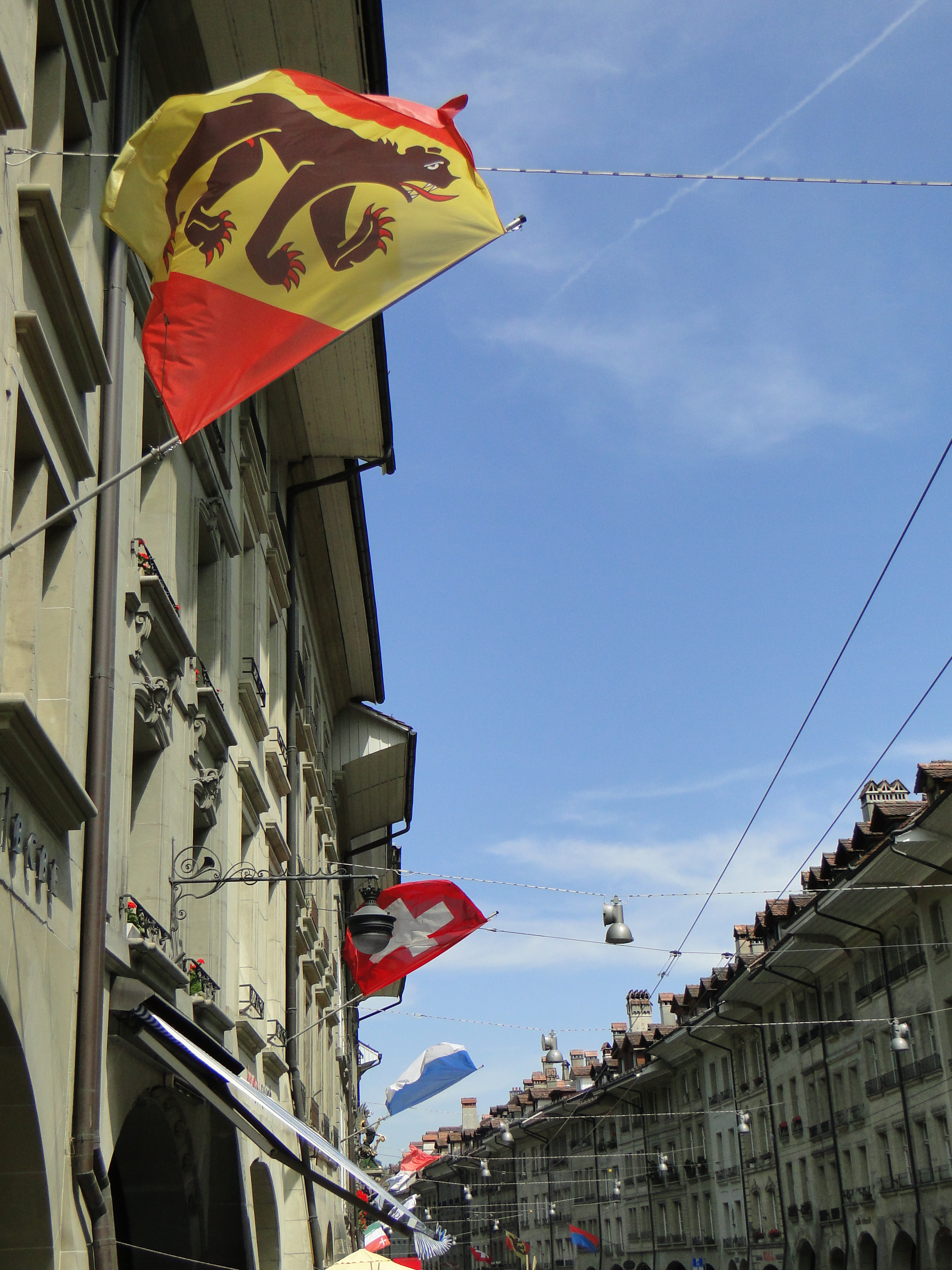
Le drapeau bernois dans la Kramgasse (de).
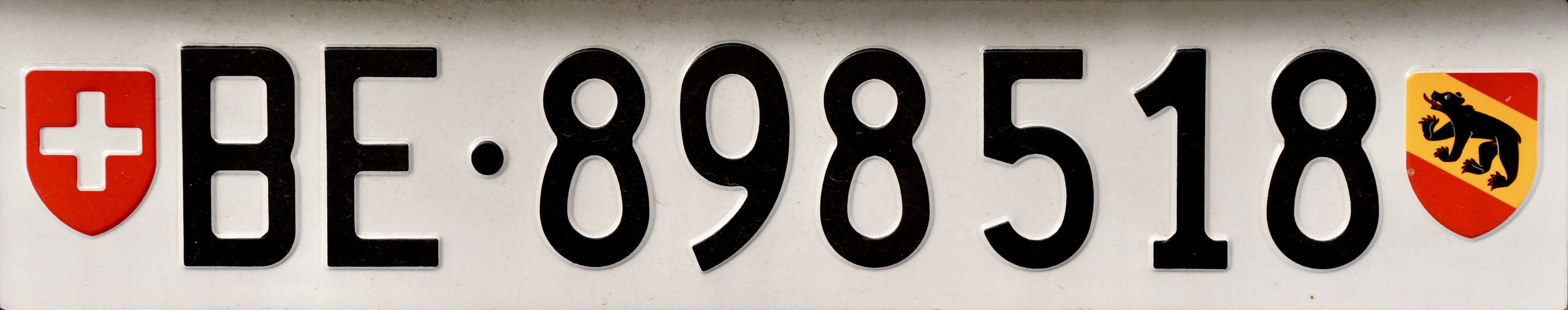
Plaque d'immatriculation arrière bernoise.

## Drapeau de l'Oberland bernois
Le drapeau de l'Oberland bernois a, quant à lui, été créé par l'architecte bernois B. von Roth et a été homologué par Arrêté du Conseil exécutif du 29 mai 1953 comme drapeau officiel de la région. Le drapeau, conçu pour les festivités des 600 ans marquant l'entrée du canton de Berne dans la Confédération, reprend l'Aigle du Haslital et les couleurs cantonales inversées. L'aigle représente la liberté et le symbole de l'histoire prébernoise de l'Oberland, les couleurs cantonales inversées représente l'attachement au canton. Le drapeau n'est pas tout à fait carré puisque ses dimensions sont de 26:23.

## Statut
L'arrête du gouvernement bernois précise notamment que :

« 2. Lors d'un pavoisement, les services exécutifs et les institutions cantonales dans la région de l'Oberland comme également les autorités communales des districts sont autorisés à arborer le drapeau oberlandais à côté du drapeau suisse, du bernois et des drapeaux des districts et des communes. »